# Lucas Rual
Lucas Rual (Rennes, 25 de abril de 1995) es un deportista francés que compite en vela en la clase 49er. Ganó una medalla de oro en el Campeonato Europeo de 49er de 2023.

## Palmarés internacional
| \| Campeonato Europeo \| Campeonato Europeo \| Campeonato Europeo \| Campeonato Europeo \| \| Año \| Lugar \| Medalla \| Clase \| \| ------------------ \| -------------------- \| ------------------ \| ------------------ \| \| 2023 \| Vilamoura (Portugal) \| Medalla de oro \| 49er \| |                      |                |       |
| Campeonato Europeo |                      |                |       |
| Año | Lugar                | Medalla        | Clase |
| 2023 | Vilamoura (Portugal) | Medalla de oro | 49er  |